# Kate Pace
Katherine „Kate” Pace-Lindsay (ur. 13 lutego 1969 w North Bay) – kanadyjska narciarka alpejska, mistrzyni świata.

## Kariera
Pierwsze punkty w zawodach Pucharu Świata wywalczyła 16 grudnia 1990 roku w Meiringen, gdzie zajęła siódme miejsce w supergigancie. Pierwszy raz na podium zawodów pucharowych stanęła 27 lutego 1993 roku w Veysonnaz, kończąc rywalizację w zjeździe na trzeciej pozycji. W zawodach tych wyprzedziły ją jedynie Austriaczka Anja Haas i Francuzka Régine Cavagnoud. W kolejnych startach jeszcze czterokrotnie stawała na podium zawodów PŚ, odnosząc przy tym dwa zwycięstwa: 13 marca 1993 roku w Hafjell i 4 grudnia 1993 roku w Tignes była najlepsza w zjeździe. Najlepsze wyniki osiągnęła w sezonie 1993/1994, kiedy zajęła 14. miejsce w klasyfikacji generalnej, w klasyfikacji slalomu była druga.
Największy sukces w karierze osiągnęła w 1993 roku, kiedy na mistrzostwach świata w Morioce zdobyła złoty medal w zjeździe. Wyprzedziła tam Astrid Lødemel z Norwegii i Anję Haas. Był to jej jedyny medal wywalczony na międzynarodowej imprezie tej rangi. Zajęła też między innymi czwarte miejsce w tej samej konkurencji podczas mistrzostw świata w Sierra Nevada trzy lata później. Walkę o podium przegrała tam z Hilary Lindh z USA o 0,01 sekundy. W 1992 roku wystartowała na igrzyskach olimpijskich w Lillehammer, zajmując piąte miejsce w zjeździe i dwunaste w supergigancie. Brała też udział w igrzyskach w Nagano w 1998 roku, gdzie zajęła 19. miejsce w zjeździe i 27. miejsce w supergigancie.
W 1998 roku zakończyła karierę.

## Osiągnięcia

### Igrzyska olimpijskie
| Miejsce | Dzień     | Rok  | Miejscowość | Konkurencja | Czas biegu | Strata | Zwyciężczyni    |
| ------- | --------- | ---- | ----------- | ----------- | ---------- | ------ | --------------- |
| 12.     | 15 lutego | 1994 | Lillehammer | Supergigant | 1:22,15    | +1,07  | Diann Roffe     |
| 5.      | 19 lutego | 1994 | Lillehammer | Zjazd       | 1:35,93    | +1,24  | Katja Seizinger |
| 27.     | 11 lutego | 1998 | Nagano      | Supergigant | 1:18,02    | +1,87  | Picabo Street   |
| 19.     | 16 lutego | 1998 | Nagano      | Zjazd       | 1:29,89    | +2,41  | Katja Seizinger |

### Mistrzostwa świata
| Miejsce | Dzień       | Rok  | Miejscowość   | Konkurencja | Czas biegu | Strata | Zwyciężczyni     |
| ------- | ----------- | ---- | ------------- | ----------- | ---------- | ------ | ---------------- |
| 24.     | 26 stycznia | 1991 | Saalbach      | Zjazd       | 1:29,12    | +3,17  | Petra Kronberger |
| 30.     | 29 stycznia | 1991 | Saalbach      | Supergigant | 1:08,72    | +3,36  | Ulrike Maier     |
| DNF1    | 1 lutego    | 1991 | Saalbach      | Slalom      | 1:25,90    | -      | Vreni Schneider  |
| DNF1    | 2 lutego    | 1991 | Saalbach      | Gigant      | 2:07,45    | -      | Pernilla Wiberg  |
| 1.      | 11 lutego   | 1993 | Morioka       | Zjazd       | 1:27,38    | -      | -                |
| 31.     | 14 lutego   | 1993 | Morioka       | Supergigant | 1:33,52    | +3,09  | Katja Seizinger  |
| DNF     | 12 lutego   | 1996 | Sierra Nevada | Supergigant | 1:21,00    | -      | Isolde Kostner   |
| 4.      | 18 lutego   | 1996 | Sierra Nevada | Zjazd       | 1:54,06    | +0,65  | Picabo Street    |
| 25.     | 11 lutego   | 1997 | Sestriere     | Supergigant | 1:23,50    | +2,96  | Isolde Kostner   |
| 18.     | 15 lutego   | 1997 | Sestriere     | Zjazd       | 1:41,18    | +2,64  | Hilary Lindh     |

### Puchar Świata

#### Miejsca w klasyfikacji generalnej
- sezon 1990/1991: 47.
- sezon 1991/1992: 111.
- sezon 1992/1993: 23.
- sezon 1993/1994: 14.
- sezon 1994/1995: 46.
- sezon 1995/1996: 47.
- sezon 1996/1997: 73.
- sezon 1997/1998: 87.

#### Miejsca na podium w zawodach
1. Veysonnaz – 26 lutego 1993 (zjazd) – 3. miejsce
2. Hafjell – 13 marca 1993 (zjazd) – 1. miejsce
3. Tignes – 4 grudnia 1993 (zjazd) – 1. miejsce
4. Cortina d’Ampezzo – 14 stycznia 1994 (zjazd) – 3. miejsce
5. Vail – 16 marca 1994 (zjazd) – 2. miejsce